# Обернений сантиметр
Обе́рнений сантиме́тр — одиниця вимірювання хвильового числа й енергії.
Позначається см-1.
1 см-1 = 100 м-1.
При визначенні оберненого сантиметра, як одиниці енергії використовують дисперсійне співвідношення для фотона:
{\displaystyle E=\hbar \omega =\hbar ck},
де E — енергія, {\displaystyle \hbar } — приведена стала Планка, ω — частота, c — швидкість світла, k — хвильове число.
Відкинувши універсальні сталі {\displaystyle \hbar } та швидкість світла отримують однозначну відповідність між енергією й хвильовим числом, встановлюючи для цих величин одну одиницю вимірювання — обернений сантиметр. Ця одиниця широко використовується в спектроскопії.
1 еВ приблизно дорівнює 8065,54 см-1.
В обернених сантиметрах (см-1) також можуть вимірюватись:
- коефіцієнт поглинання середовищем випромінювання будь-якого виду;
- кривина у математиці;
- оптична сила лінзи.